# Melderskin
Melderskin je hora v norském kraji Vestland. Je nejvyšším vrcholem tzv. Rosendalských Alp a měří 1425,77 m. Hora má dva vrcholy oddělené údolím ve tvaru písmene U, z něhož vytéká vodopád. Je pozůstatkem nunataku z období würmu. Leží nedaleko baronského sídla v Rosendalu na území obce Kvinnherad. Oblast okolo hory je proslulá těžbou melderskinské žuly. 
Název hory pochází ze staronorských výrazů melder (zrno semleté na mouku) a skin (zářit) a odkazuje k vrcholu pokrytému sněhem. Hora je také nazývána Dronninga av Sunnhordlandsfjella (královna Sunnhordlandských hor). Vrchol Melderskinu se nachází necelých sedm set metrů severně od šedesátého stupně severní šířky. Je nejbližší horou převyšující Ben Nevis a byla podle ní tedy stanovena topografická izolace nejvyššího britského vrcholu na 739 km.
Výstup na horu je součástí turistického pochodu Fjelltrimmen. Cesta od parkoviště Kletta přes vyhlídku Skardshaug na vrchol trvá tři až čtyři hodiny. Značenou stezku po svahu pomáhali budovat nepálští Šerpové. Z hory je možno pozorovat Hardangerfjord a ledovec Folgerfonna ve stejnojmenném národním parku. Na vrcholu byla roku 1913 vybudována kamenná mohyla, která je chráněna jako geodetický bod. Nachází se zde také vrcholová kniha, do níž se v roce 2015 zapsalo rekordních 1754 návštěvníků. 